# Black Sabbath, Vol. 4
| Recensione   | Giudizio |
| ------------ | -------- |
| Allmusic     |          |
| Classic Rock |          |
| Pitchfork    |          |
| Sputnikmusic |          |

Black Sabbath, Vol. 4, è il quarto album in studio dei Black Sabbath, pubblicato il 25 settembre 1972. Si stima che abbia venduto quasi 2 000 000 di copie in tutto il mondo.

## Descrizione
Inizialmente, il lavoro doveva intitolarsi Snowblind, traendo il titolo dall'omonimo brano in esso presente, ma il gruppo fu costretto dalla casa discografica a cambiarlo per via del suo riferimento velato alla cocaina (snow significa neve, una parola metaforica per indicare questa droga). Si optò quindi per il titolo Vol.4, essendo il loro quarto disco registrato in studio. A partire da questo album, il sound dei Black Sabbath subisce varie trasformazioni, incorporando elementi di rock progressivo, genere ammirato dal chitarrista Tony Iommi (egli militò anche per un certo periodo nei Jethro Tull, noto gruppo di questo genere).
Tuttavia il suono dei Black Sabbath rimane pressoché lo stesso (ad esempio nei brani Tomorrow's Dream, e Supernaut) e sonorità doom sono ancora presenti in brani come Cornucopia e Under the Sun.
Changes è invece una ballata in cui Osbourne canta accompagnato solo da pianoforte e mellotron e presenta un testo insolito per lo stile del gruppo, dato che parla di una relazione amorosa finita (si pensa fosse quella di Ozzy con la prima moglie). Altro brano piuttosto noto è il già citato Snowblind, uno dei più discussi della loro carriera. La versione precedente di quella contenuta nel disco venne cancellata perché il testo ripeteva parecchie volte la parola "cocaine", anche se in quella definitiva, se ascoltata attentamente, Ozzy la pronuncia in modo sussurrato almeno una volta dopo la prima strofa. Secondo altri, invece, la canzone si rifà ad un famoso fumetto degli anni sessanta, L'Eternauta, nel quale la "neve cieca" è quella composta da radiazioni nucleari, che cadendo colpisce qualsiasi cosa si trovi sulla sua traiettoria. Tuttavia, risulta più accreditata la prima tesi, a ulteriore supporto della quale vi è la stessa copertina dell'album, nell'edizione originale su LP 33 giri, l'ultima voce dei crediti riporta le parole: «We wish to thank the great COKE-Cola company of Los Angeles», un ovvio riferimento alla tematica già citata.
Il disco vendette molto bene e fu giudicato un altro importante tassello della discografia dei Black Sabbath.

### Registrazione
Nel giugno 1972 i Black Sabbath si trasferirono a Los Angeles per iniziare la lavorazione del loro quarto album di studio ai Record Plant Studios. Il processo di registrazione fu alquanto travagliato, a causa delle grandi quantità di sostanze stupefacenti consumate dai membri del gruppo. All'epoca, la band si faceva regolarmente recapitare in studio dei grossi scatoloni pieni di cocaina, nascosti all'interno di custodie d'amplificatore. Mentre tentavano di registrare il brano Cornucopia devastati dall'abuso di droga seduti in mezzo alla stanza, Bill Ward improvvisamente ebbe il terrore di essere sul punto di essere licenziato dalla band. «Odiavo quella canzone, c'erano alcuni passaggi che erano proprio orribili», disse Ward. «Verso la fine smisi di suonare, ma la reazione degli altri fu una fredda indifferenza. Una cosa del tipo: "beh, vattene pure a casa, tanto non sei di nessuna utilità", mi sentii distrutto, sul punto di essere licenziato in tronco». Secondo quanto riportato nel libro How Black Was Our Sabbath, Bill Ward «era sempre stato un forte bevitore, ma appariva raramente ubriaco. In retrospettiva, ciò poteva essere interpretato come un segnale pericoloso. Ora, il suo autocontrollo stava chiaramente svanendo». Iommi affermò nella sua autobiografia che Ward per poco non morì dopo una discussione finita male in studio durante la registrazione dell'album. La villa a Bel Air affittata dalla band durante la lavorazione del disco era di proprietà di John DuPont della DuPont Chemical Company, e i membri del gruppo trovarono svariate bombolette di vernice spray color oro in una delle stanze della casa. Una sera, avendo trovato Ward completamente ubriaco che dormiva sul pavimento di una stanza, procedettero a dipingerlo d'oro dalla testa ai piedi con la vernice spray per fargli uno scherzo. Quando si accorsero che Ward sembrava faticare a respirare e che si ridestò vomitando copiosamente, chiamarono un'ambulanza venendo a sapere dagli infermieri della tossicità delle vernici utilizzate.
Le sessioni di Vol. 4 possono essere intese sia come il vertice massimo che come l'inizio della fine della formazione classica dei Black Sabbath. Nella sua autobiografia Io sono Ozzy, il cantante Ozzy Osbourne raccontò l'atmosfera drogata che avvolse le sedute in studio dell'epoca, scrivendo: «Nonostante tutte le stronzate capitate, musicalmente quelle settimane a Bel Air furono le più forti in assoluto che avessi mai avuto», ma aggiunse anche: «in seguito iniziai a chiedermi da dove arrivasse tutta quella coca... era la più bianca, pura, e forte roba che avessi mai immaginato. Una sniffata, e diventavi il re dell'universo» . Inoltre Osbourne descrive la crescente paranoia da parte dei musicisti di essere "beccati" dalla polizia, che aumentò ulteriormente quando la band si recò al cinema per assistere alla proiezione del film Il braccio violento della legge, pellicola che narra la storia di due poliziotti di New York infiltratisi sotto copertura in un giro di contrabbando internazionale d'eroina.

### Composizione
Vol. 4 vide lo stile dei Black Sabbath evolversi verso una sperimentazione sempre più accentuata con le sonorità "heavy" per le quali sono celebri. Nel corso di un articolo retrospettivo sulla band apparso nel numero del giugno 2013 della rivista Mojo, circa il disco viene affermato: «se alcol e droga fornirono il carburante per i primi album dei Sabbath, Vol. 4 è la loro cocaina... Nonostante la loro dipendenza crescente, musicalmente Vol. 4 è un altro traguardo ambizioso. Il lato duro e pesante della band rimane intatto in tracce come Tomorrow's Dream, Cornucopia, e la tellurica Supernaut, ma l'introduzione chitarristica di St. Vitus Dance possiede una disinvoltura e una qualità degna dei Led Zeppelin, mentre Laguna Sunrise è un evocativo strumentale neo-classico opera di Iommi». Laguna Sunrise possiede un titolo appropriato; Iommi compose il brano dopo essere rimasto sveglio tutta la notte ad osservare l'alba a Laguna Beach. In studio venne chiamata un'orchestra per accompagnare Iommi alla chitarra, anche se l'orchestra si rifiutò di eseguire la partitura fino a quando essa non fosse stata propriamente trascritta su spartito. La stessa orchestra suonò anche nella traccia Snowblind.
Musicalmente, la canzone Snowblind è forse la più esplicita ode mai scritta dal gruppo alla cocaina, la droga prediletta all'epoca dai Sabbath durante le sessioni di registrazione. Venne considerata anche come titolo provvisorio dell'album, ma la Vertigo Records pose il veto causa gli ovvi riferimenti alla droga presenti nel brano. Le note interne dell'album ringraziano in tono scherzoso "the great COKE-cola", altro riferimento esplicito alla suddetta droga camuffato da ringraziamento alla coca-cola.
Sebbene la maggior parte della canzoni sull'album posseggano le caratteristiche sonorità heavy, altre mostrano un maggiore approccio sperimentale verso sonorità inusuali per il gruppo. Probabilmente il miglior esempio di ciò risulta essere la celebre Changes, scritta da Iommi su testo di Butler, interamente sotto forma di lenta e dolce ballata al pianoforte con inserti al mellotron. Iommi trovò casualmente un pianoforte nella casa che aveva affittato a Bel-Air, e fu su quel piano che venne composta Changes.
La traccia FX nacque casualmente in studio. Dopo aver fumato dell'hashish, il crocifisso portato al collo da Iommi colpì accidentalmente le corde della sua chitarra e la band trovò interessante il suono che ne scaturì. Venne quindi aggiunto un effetto eco e il resto del gruppo iniziò a percuotere le corde degli strumenti con diversi oggetti per creare bizzarri effetti sonori. Iommi definì la canzone "una burla totale".

### Copertina
La copertina dell'album mostra una fotografia monocromatica di Ozzy Osbourne con le braccia alzate, ripreso durante un concerto dei Black Sabbath. La prima stampa originale del vinile (su etichetta Vertigo in Gran Bretagna, su Warner Bros. negli Stati Uniti e sulla Nippon Phonogram in Giappone) ha la copertina apribile con una pagina dedicata alla foto di ogni membro della band, e un'immagine centrale del gruppo ripreso di spalle sul palco durante un'esibizione alla Birmingham Town Hall.
La copertina con il passare degli anni è diventata un'immagine iconica, oggetto di numerose imitazioni e parodie, come nella compilation del 1992 Peaceville Volume 4, l'EP Volume Two del gruppo musicale Sleep (1992), e l'EP dei Pantera Planet Caravan del 1994.

### Riconoscimenti
Nel giugno del 2017 la rivista Rolling Stone ha collocato l'album alla quattordicesima posizione dei 100 migliori album metal di tutti i tempi.

## Tracce

### LP originale[15]
Tutte le tracce sono state composte da Ozzy Osbourne, Tony Iommi, Geezer Butler e Bill Ward.
Lato A
1. Wheels of Confusion – 8:00 – In alcune edizioni pubblicate nel Nord America, la coda della traccia è intitolata The Straightener
2. Tomorrow's Dream – 3:08
3. Changes – 4:43
4. FX (strumentale) – 1:40
5. Supernaut – 4:43

Lato B
1. Snowblind – 5:28
2. Cornucopia – 3:55
3. Laguna Sunrise (strumentale) – 2:52
4. St. Vitus' Dance – 2:27
5. Under the Sun – 5:51 – In alcune edizioni pubblicate nel Nord America, una parte della traccia è intitolata Every Day Comes & Goes

## Formazione
- Ozzy Osbourne - voce
- Tony Iommi - chitarra, pianoforte, mellotron
- Geezer Butler - basso, mellotron
- Bill Ward - batteria, percussioni

Personale tecnico
- Patrick Meehan - produzione
- Colin Caldwell - ingegneria del suono
- Vic Coppersmith-Heaven - ingegneria del suono
- Keith McMillan - fotografia